# Evolução do Colégio dos Cardeais sob o pontificado de Clemente XIII
Abaixo está a evolução do colégio de cardeais durante o pontificado de Clemente XIII (6 de julho de 1758 - 2 de fevereiro de 1769) e a subsequente vaga vaga (2 de fevereiro - 19 de maio de 1769).

## Composição para consistório
| Consistório                    | 1758 | 1769 |
| ------------------------------ | ---- | ---- |
| 29 de novembro de 1719         | 1    |      |
| Consistórios de Clemente XI    | 1    | 0    |
| 16 de julho de 1721            | 1    | 1    |
| Consistórios de Inocêncio XIII | 1    | 1    |
| 6 de julho de 1729             | 1    |      |
| Consistórios de Bento XIII     | 1    | 0    |
| 14 de agosto de 1730           | 1    | 1    |
| 24 de setembro de 1731         | 1    |      |
| 1º de outubro de 1732          | 1    |      |
| 17 de janeiro de 1735          | 1    |      |
| 20 de dezembro de 1737         | 3    |      |
| 23 de junho de 1738            | 1    |      |
| 30 de setembro de 1739         | 1    |      |
| Consistórios de Clemente XII   | 9    | 1    |
| 9 de setembro de 1743          | 14   | 5    |
| 10 de abril de 1747            | 6    | 2    |
| 3 de julho de 1747             | 1    | 1    |
| 26 de novembro de 1753         | 12   | 6    |
| 22 de abril de 1754            | 1    | 1    |
| 18 de dezembro de 1754         | 1    | 1    |
| 5 de abril de 1756             | 8    | 5    |
| Consistórios de Bento XIV      | 43   | 21   |
| 11 de setembro de 1758         |      | 1    |
| 2 de outubro de 1758           |      | 2    |
| 24 de setembro de 1759         |      | 11   |
| 23 de novembro de 1761         |      | 7    |
| 18 de julho de 1763            |      | 2    |
| 21 de julho de 1766            |      | 2    |
| 26 de setembro de 1766         |      | 9    |
| Consistórios de Clemente XIII  |      | 34   |
| Total                          | 55   | 57   |

## Evolução durante o pontificado
| Data                    | Evento | Total |
| ----------------------- | --- | ----- |
| 6 de julho de 1758      | Eleição papal do Cardeal Carlo della Torre di Rezzonico com o nome de Clemente XIII                                  | 54    |
| 9 de julho de 1758      | Morte do Cardeal José Manuel da Câmara de Atalaia (71 anos)                                                          | 53    |
| 11 de setembro de 1758  | criação de 1 cardeal in pectore                                                                                      | 53    |
| 30 de setembro de 1758  | Morte do Cardeal Alberico Archinto (59 anos)                                                                         | 52    |
| 2 de outubro de 1758    | criação de 2 cardeais + 1 Publicação In Picture                                                                      | 55    |
| 2 de outubro de 1758    | Carlo Rezzonico | 55    |
| 2 de outubro de 1758    | Antonio Marino Priuli                                                                                                | 55    |
| 2 de outubro de 1758    | François-Joachim de Pierre de Bernis                                                                                 | 55    |
| 4 de novembro de 1758   | Morte do Cardeal Carlo Maria Sacripante (69 anos)                                                                    | 54    |
| 23 de dezembro de 1758  | Morte do Cardeal Clemente Argenvilliers (70 anos)                                                                    | 53    |
| 5 de janeiro de 1759    | Morte do Cardeal Thomas Philip Wallrad d'Alsace-Boussut de Chimay (79 anos)                                          | 52    |
| 15 de janeiro de 1759   | Morte do Cardeal Giovanni Antonio Guadagni, O.C.D. (84 anos)                                                         | 51    |
| 31 de janeiro de 1759   | Morte do Cardeal Giorgio Doria (50 anos)                                                                             | 50    |
| 10 de março de 1759     | Morte do Cardeal Nicolas de Saulx-Tavannes (68 anos)                                                                 | 49    |
| 21 de junho de 1759     | Morte do Cardeal Francesco Scipione Maria Borghese (62 anos)                                                         | 48    |
| 24 de setembro de 1759  | criação de 22 cardeais                                                                                               | 70    |
| 24 de setembro de 1759  | Ferdinando Maria de Rossi                                                                                            | 70    |
| 24 de setembro de 1759  | Ignazio Michele Crivelli                                                                                             | 70    |
| 24 de setembro de 1759  | Ludovico Merlini | 70    |
| 24 de setembro de 1759  | Filippo Acciaiuoli                                                                                                   | 70    |
| 24 de setembro de 1759  | Luigi Gualterio | 70    |
| 24 de setembro de 1759  | Girolamo Spinola | 70    |
| 24 de setembro de 1759  | Antonio Maria Erba-Odescalchi                                                                                        | 70    |
| 24 de setembro de 1759  | Sante Veronese | 70    |
| 24 de setembro de 1759  | Ludovico Valenti | 70    |
| 24 de setembro de 1759  | Giuseppe Maria Castelli                                                                                              | 70    |
| 24 de setembro de 1759  | Pietro Francesco Bussi                                                                                               | 70    |
| 24 de setembro de 1759  | Gaetano Fantuzzi | 70    |
| 24 de setembro de 1759  | Agostino Francesco (na religião Giuseppe Agostino) Orsi, O.P.                                                        | 70    |
| 24 de setembro de 1759  | Pietro Girolamo Guglielmi                                                                                            | 70    |
| 24 de setembro de 1759  | Giuseppe Alessandro Furietti                                                                                         | 70    |
| 24 de setembro de 1759  | Pietro Paolo Conti                                                                                                   | 70    |
| 24 de setembro de 1759  | Nicolò Maria Antonelli                                                                                               | 70    |
| 24 de setembro de 1759  | Giovanni Vincenzo Ganganelli, O.F.M.Conv. (futuro papa Clemente XIV)                                                 | 70    |
| 24 de setembro de 1759  | Giovanni Costanzo Caracciolo                                                                                         | 70    |
| 24 de setembro de 1759  | Niccolò Perelli | 70    |
| 24 de setembro de 1759  | Marcantonio Colonna                                                                                                  | 70    |
| 24 de setembro de 1759  | Andrea Corsini | 70    |
| 20 de junho de 1760     | Morte do Cardeal Giovanni Battista Mesmer (89 anos)                                                                  | 69    |
| 22 de junho de 1760     | Morte do Cardeal Joaquín Fernández de Portocarrero (79 anos)                                                         | 68    |
| 22 de agosto de 1760    | Morte do Cardeal Agapito Mosca (82 anos)                                                                             | 67    |
| 23 de janeiro de 1761   | Morte do Cardeal Álvaro Eugenio Mendoza Caamaño y Sotomayor (89 anos)                                                | 66    |
| 11 de março de 1761     | Morte do Cardeal Girolamo Bardi (76 anos)                                                                            | 65    |
| 13 de junho de 1761     | Morte do Cardeal Agostino Francesco (na religião Giuseppe Agostino) Orsi, O.P. (69 anos)                             | 64    |
| 22 de junho de 1761     | Morte do Cardeal Raniero d'Elci (91 anos)                                                                            | 63    |
| 5 de julho de 1761      | Morte do Cardeal Domenico Silvio Passionei (78 anos)                                                                 | 62    |
| 24 de julho de 1761     | Morte do Cardeal Luigi Gualterio (54 anos)                                                                           | 61    |
| 9 de agosto de 1761     | Morte do Cardeal Fortunato Tamburini, O.S.B.Cas. (78 anos)                                                           | 60    |
| 30 de agosto de 1761    | Morte do Cardeal Joseph Dominicus von Lamberg (81 anos)                                                              | 59    |
| 23 de novembro de 1761  | criação de 10 cardeais                                                                                               | 69    |
| 23 de novembro de 1761  | Buenaventura de Córdoba Espínola de la Cerda                                                                         | 69    |
| 23 de novembro de 1761  | Christoph Anton von Migazzi                                                                                          | 69    |
| 23 de novembro de 1761  | Antoine Clériadus de Choiseul de Beaupré                                                                             | 69    |
| 23 de novembro de 1761  | Jean-François-Joseph Rochechouart de Faudoas                                                                         | 69    |
| 23 de novembro de 1761  | Franz Christoph von Hutten zum Stolzenberg                                                                           | 69    |
| 23 de novembro de 1761  | Raffaele Francesco (na religião Enrichetto Virginio) Natta, O.P.                                                     | 69    |
| 23 de novembro de 1761  | Giovanni Molino | 69    |
| 23 de novembro de 1761  | Louis César Constantin de Rohan                                                                                      | 69    |
| 23 de novembro de 1761  | Baldassarre Cenci | 69    |
| 23 de novembro de 1761  | Cornelio Caprara | 69    |
| 13 de março de 1762     | Morte do Cardeal Daniele Delfino (74 anos)                                                                           | 68    |
| 28 de março de 1762     | Morte do Cardeal Antonio Maria Erba-Odescalchi (50 anos)                                                             | 67    |
| 17 de julho de 1762     | Morte do Cardeal Luca Melchiore Tempi (74 anos)                                                                      | 66    |
| 12 de novembro de 1762  | Morte do Cardeal Ludovico Merlini (72 anos)                                                                          | 65    |
| 18 de janeiro de 1763   | Morte do Cardeal Girolamo Colonna di Sciarra (54 anos)                                                               | 64    |
| 27 de janeiro de 1763   | Morte do Cardeal Johann Theodor von Bayern (59 anos)                                                                 | 63    |
| 2 de março de 1763      | Morte do Cardeal Baldassarre Cenci (52 anos)                                                                         | 62    |
| 12 de abril de 1763     | Morte do Cardeal Giuseppe Spinelli (69 anos)                                                                         | 61    |
| 11 de junho de 1763     | Morte do Cardeal Camillo Paolucci (70 anos)                                                                          | 60    |
| 18 de julho de 1763     | criação de 2 cardeais                                                                                                | 62    |
| 18 de julho de 1763     | Simone Buonaccorsi                                                                                                   | 62    |
| 18 de julho de 1763     | Andrea Negroni | 62    |
| 18 de outubro de 1763   | Morte do Cardeal Ludovico Valenti (68 anos)                                                                          | 60    |
| 18 de outubro de 1763   | Morte do Cardeal Giovanni Francesco Banchieri (69 anos)                                                              | 60    |
| 14 de janeiro de 1764   | Morte do Cardeal Giuseppe Alessandro Furietti (79 anos)                                                              | 59    |
| 13 de outubro de 1764   | Morte do Cardeal Cosimo Imperiali (79 anos)                                                                          | 58    |
| 5 de abril de 1765      | Morte do Cardeal Cornelio Caprara (61 anos)                                                                          | 57    |
| 20 de abril de 1765     | Morte do Cardeal Prospero Colonna di Sciarra (58 anos)                                                               | 56    |
| 10 de setembro de 1765  | Morte do Cardeal Pietro Francesco Bussi (81 anos)                                                                    | 55    |
| 21 de julho de 1766     | criação de 2 cardeais                                                                                                | 57    |
| 21 de julho de 1766     | Giovanni Ottavio Bufalini                                                                                            | 57    |
| 21 de julho de 1766     | Giovanni Carlo Boschi                                                                                                | 57    |
| 24 de julho de 1766     | Morte do Cardeal Filippo Acciaiuoli (66 anos)                                                                        | 56    |
| 26 de setembro de 1766  | criação de 13 cardeais                                                                                               | 69    |
| 26 de setembro de 1766  | Ludovico Calini | 69    |
| 26 de setembro de 1766  | Niccolò Serra | 69    |
| 26 de setembro de 1766  | Niccolò Oddi, S.I.                                                                                                   | 69    |
| 26 de setembro de 1766  | Antonio Branciforte Colonna                                                                                          | 69    |
| 26 de setembro de 1766  | Lazzaro Opizio Pallavicini                                                                                           | 69    |
| 26 de setembro de 1766  | Vitaliano Borromeo                                                                                                   | 69    |
| 26 de setembro de 1766  | Pietro Colonna Pamphili                                                                                              | 69    |
| 26 de setembro de 1766  | Giuseppe Simonetti                                                                                                   | 69    |
| 26 de setembro de 1766  | Urbano Paracciani Rutili                                                                                             | 69    |
| 26 de setembro de 1766  | Filippo Maria Pirelli                                                                                                | 69    |
| 26 de setembro de 1766  | Enea Silvio Piccolomini                                                                                              | 69    |
| 26 de setembro de 1766  | Saverio Canali | 69    |
| 26 de setembro de 1766  | Benedetto Veterani                                                                                                   | 69    |
| 9 de outubro de 1766    | Morte do Cardeal Giovanni Battista Rovero (81 anos)                                                                  | 68    |
| 4 de janeiro de 1767    | Morte do Cardeal Giuseppe Simonetti (57 anos)                                                                        | 67    |
| 1 de fevereiro de 1767  | Morte do Cardeal Sante Veronese (82 anos)                                                                            | 66    |
| 24 de março de 1767     | Morte do Cardeal Antonio Andrea Galli, C.R.L. (69 anos)                                                              | 65    |
| 25 de maio de 1767      | Morte do Cardeal Niccolò Oddi, S.I. (51 anos)                                                                        | 64    |
| 25 de setembro de 1767  | Morte do Cardeal Nicolò Maria Antonelli (69 anos)                                                                    | 63    |
| 15 de novembro de 1767  | Morte do Cardeal Giuseppe Maria Feroni (74 anos)                                                                     | 62    |
| 14 de dezembro de 1767  | Morte do Cardeal Niccolò Serra (61 anos)                                                                             | 61    |
| 29 de fevereiro de 1768 | Morte do Cardeal Ignazio Michele Crivelli (69 anos)                                                                  | 60    |
| 29 de junho de 1768     | Morte do Cardeal Raffaele Francesco (na religião Enrichetto Virginio) Natta, O.P. (67 anos)                          | 59    |
| 24 de agosto de 1768    | Morte do Cardeal Marcello Crescenzi (73 anos)                                                                        | 58    |
| 18 de novembro de 1768  | Morte do Cardeal Enea Silvio Piccolomini (59 anos)                                                                   | 57    |
| 2 de fevereiro de 1769  | Morte do Papa Clemente XIII (75 anos)                                                                                | 57    |
| 15 de fevereiro de 1769 | Abertura do conclave                                                                                                 | 57    |
| 19 de maio de 1769      | Eleição papal do Cardeal Giovanni Vincenzo (na religião Lorenzo) Ganganelli, O.F.M.Conv., com o nome de Clemente XIV | 56    |